# Open Build Service
Open Build Service (бывший openSUSE Build Service) — платформа, которая позволяет организовать процесс разработки дистрибутивов и программных продуктов, включая подготовку и сопровождение выпускаемых версий и обновлений. Система позволяет выполнить кросс-компиляцию пакетов большинства основных дистрибутивов Linux, которые используют пакеты в формате RPM или DEB, или собрать собственный дистрибутив на основе заданной пакетной базы.
Поддерживается сборка для 21 платформы (дистрибутива) и 6 архитектур, в том числе для архитектуры i386, x86 64 и ARM. Среди поддерживаемых дистрибутивов: CentOS, Debian, Fedora, Mageia, openSUSE, SUSE Enterprise Linux, Red Hat Enterprise Linux (RHEL) и Ubuntu. По состоянию на 2012 год OBS используется как основная система для сборки проектов openSUSE, Tizen и VideoLAN, а также для сборки Linux-продуктов в компаниях Dell, SGI и Intel.
OBS позволяет создать spec-файл или подключить репозиторий пакетов, представленный на сайте software.opensuse.org и одной командой собрать последнюю версию заданной программы в виде бинарного пакета под нужную систему. Кроме того, можно сформировать готовое минималистичное окружение для исполнения в системах виртуализации, облачных средах или для загрузки в виде Live-дистрибутива. При работе с OBS разработчик может использовать готовый веб-сервис build.opensuse.org или установить систему на своем сервере. Кроме того, можно быстро развернуть собственную инфраструктуру с помощью специально подготовленных образов для виртуальных машин, локальной установки или для PXE-загрузки по сети.
Система позволяет автоматизировать загрузку исходных кодов с внешних Git или Subversion репозиториев или архивов с кодом с ftp- и веб-серверов первичных проектов, что позволяет избавиться от промежуточной ручной загрузки архивов с кодом на локальную машину разработчика и дальнейшего импорта в openSUSE Build Service. Для управления Open Build Service можно использовать как инструментарий для командной строки, так и веб-интерфейс. Код всех компонентов системы, включая веб-интерфейс, систему тестирования пакетов и сборочные бэкэнды, полностью открыт под лицензией GPL v2.

## Преобразование в SUSE Studio Express
В октябре 2017 года было объявлено о слиянии OBS вместе с SUSE Studio в единое решение SUSE Studio Express, в котором возможности OBS будут расширены и интегрированы в интерфейс SUSE Studio. Это решение было объяснено желанием пойти навстречу запросам пользователей SUSE Studio.